# 지쿠호노가타역
지쿠호노가타역(일본어: 筑豊直方駅)은 일본 후쿠오카현 노가타시에 위치한 지쿠호 전기 철도 지쿠호 전기 철도선의 철도역이다. 이 노선의 종착역이자, 역 번호는 CK 21이며, 상대식 승강장 2면 2선의 구조를 갖춘 지상역이다.

## 타는 곳
| 1 | ■ 지쿠호 전기 철도선 | 구스바시 · 에이노마루 · 구로사키에키마에 방면 | 통상은 2번 승강장 사용 |
| 2 | ■ 지쿠호 전기 철도선 | 구스바시 · 에이노마루 · 구로사키에키마에 방면 | 통상은 2번 승강장 사용 |

## 이용 현황
- 2013년도 기준 : 962명

## 역 주변
- 규슈 여객철도 지쿠호 본선 · 헤이세이 지쿠호 철도 노가타 역
- 후쿠오카 현도 27호 노가타아시야 선
- 야마토 세이란 고등학교

## 인접 역
| 지쿠호 전기 철도 지쿠호 전기 철도선 | 지쿠호 전기 철도 지쿠호 전기 철도선 | 지쿠호 전기 철도 지쿠호 전기 철도선 |
| ----------------------------------- | ----------------------------------- | ----------------------------------- |
| CK 20 간다 구로사키에키마에 방면    | ■ 지쿠호 전기 철도선                | 시·종착역                           |